# Congregación de Religiosas de Jesús-María

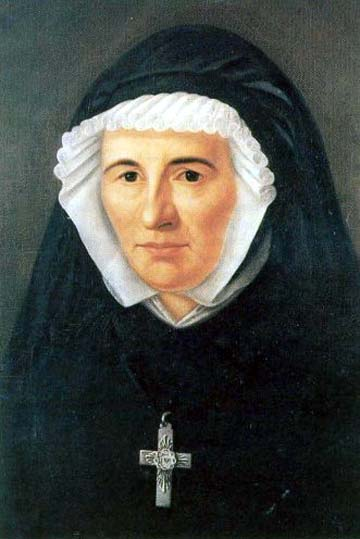
Santa Claudina Thevenet

La Congregación de Religiosas de Jesús-María (Congregatio Religiosarum Iesu et Mariae) es una congregación perteneciente a la Iglesia católica, que fiel al espíritu de su fundadora Claudina Thévenet, es esencialmente apostólica, orientada a la educación cristiana en todos los ambientes sociales, con la preferencia por los jóvenes, y entre ellos los más pobres.
La obra de Jesús María surge de la mano de su fundadora, Madre Claudina Thévenet. Ella nace en 1774, en Lyon (Francia), durante el proceso de gestación de la Revolución Francesa. Junto a su familia experimenta el dolor al presenciar el fusilamiento de sus hermanos. El perdón se convierte así en el impulso propicio para que surja en ella su vocación de servicio.
Su compasivo corazón se conmueve ante la sociedad desgarrada de fines del siglo XVIII. Los niños y los jóvenes abandonados que viven en la ignorancia religiosa son el principal objeto de su maternal interés.
Como respuesta a Dios y a estas necesidades, Claudina funda la Congregación de Jesús María. Madre Claudina muere el día 3 de febrero de 1837. A partir de allí su obra se expande hacia los cinco continentes.

## Presencia
La Congregación Jesús María se encuentra presente en cuatro de los cinco continentes: Europa, Asia, América, África.

Logo de la Congregación de Religiosas de Jesús-María

- Francia (1818)
- España (1850)
- India (1850)
- Canadá (1855)
- Pakistán (1856)
- Inglaterra (1860)
- EE. UU. (1877)
- Italia (1896)
- México (1902)
- Argentina (1912)
- Irlanda (1912)
- Cuba  (1914)
- Alemania (1922)
- Guinea Ecuatorial (1951)
- Uruguay (1952)
- Colombia (1958)
- Gabón (1960)
- Bolivia (1961)
- Líbano (1963)
- Siria (1983)
- Perú (1991)
- Nigeria (1992)
- Haití (1997)
- Camerún (1997)
- Ecuador (2000)
- Filipinas (2006)
- Marruecos  (2009)
- Timor del este (2013)
- Kenia  (2023)